# Pistacia terebinthus

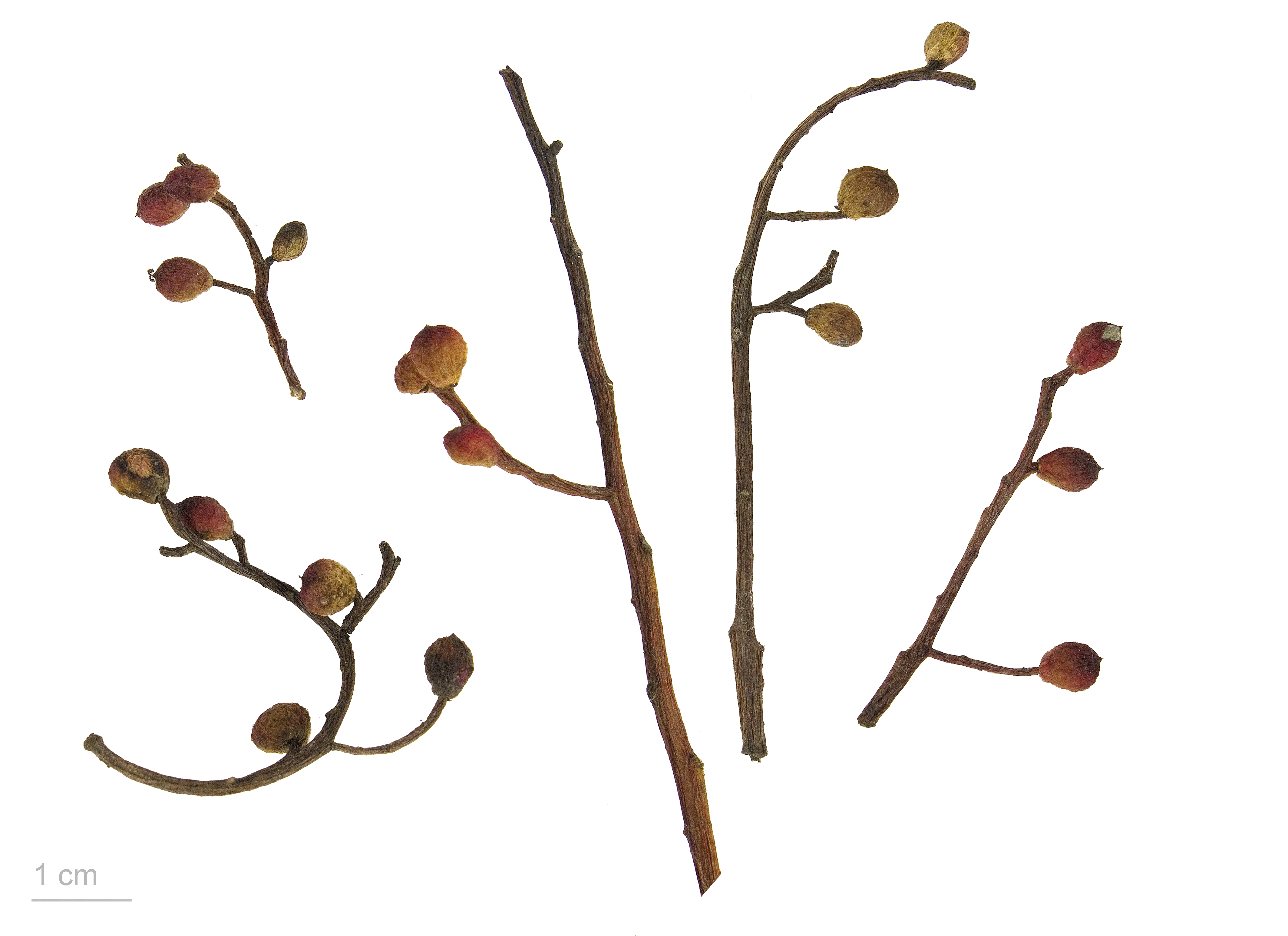
Pistacia terebinthus

Il terebinto (Pistacia terebinthus L., 1753) è un arbusto spontaneo e dioico appartenente alla famiglia delle Anacardiacee.

## Descrizione
Il terebinto è un cespuglio o piccolo albero alto fino a 5-6 metri, è caducifoglio e latifoglia.
Le foglie sono imparipennate, composte generalmente di 9 foglioline alterne, ovato-oblunghe o più raramente lanceolate, caduche, glabre, mucronate all'apice, ed emanano un odore resinoso.
I fiori sono dioici, privi della corolla, hanno carattere lasso all'apice dei rami e sono formati da grappoli composti in una pannocchia piramidale, a sua volta ramosa, di colore rossastro, con rachide assottigliata verso l'alto e pedicelli più corti del fiore. I fiori maschili hanno il calice diviso in 5 lacinie lanceolate e acute, 5 stami opposti ai sepali più lunghi del calice, filamenti cortissimi e antere grosse; quelli femminili hanno 3 carpelli saldati, supero rosso con 3 stili, e tre stimmi. Sbocciano tra aprile e luglio. Ci sono alberi con solo fiori maschili e con solo fiori femminili.
I frutti sono drupe ovoidee a grappolo, con peduncoli di 4–7 mm, compresse, apicolate, prima verdastre e poi a maturità rosso-brune, contenenti olio grasso. Le bacche sono commestibili ed il seme ricorda il gusto e il colore del pistacchio.
Il legno è duro, resistente; il fusto con una corteccia bruno rossastra, glabra e con lenticelle lineari longitudinali.
Le radici sono sviluppate, penetrano in profondità nel terreno, e riescono ad inserirsi nelle fessure delle rocce, spaccandole, permettendo alla pianta un'elevata resistenza al gelo e alla siccità. Per questa sua caratteristica, viene denominato in Italia "spaccasasso".

## Distribuzione e habitat
È diffuso su tutte le sponde del Mediterraneo, compresi i paesi del Nord Africa e del Medio Oriente, arrivando fino ai confini occidentali dell'India. In Palestina vegeta una varietà autoctona, nata da un ibrido spontaneo con il lentisco.
In Italia si trova in tutte le regioni del piano mediterraneo e submontano, comprese le isole; è rara al nord. Presente specialmente sulle coste, cresce sui pendii e nelle fessure di rupi calcaree e aride, fino a 1000 metri di altitudine, all'interno di boschi termofili.
In Sardegna nel comune di Ulassai in Ogliastra è presente il terebinto più grande in Italia, è alto più di 9 metri con una circonferenza di 2,10 metri.

## Coltivazione
Il terebinto è utilizzato come porta-innesti per la coltivazione del pistacchio, formando pistacchieti naturali rinselvatichiti, specie in Sicilia.
Viene coltivato anche a scopo ornamentale per siepi e giardini, grazie alla voluminosa fruttificazione colorata. Osservato come elemento del paesaggio, il terebinto per molti mesi l'anno arricchisce il panorama con le sue fronde lucenti, valorizzate da bacche rosa intenso che restano sui rami a lungo.

## Utilizzo
Il legno è bruno, venato, pesante, compatto e omogeneo; veniva utilizzato per lavori di tornitura perché si presta ad essere levigato.
I grappoli di bacche, conservati sotto aceto come i capperi oppure nel sale come le olive, venivano considerati il cibo dei poveri ed avevano anche la fama di essere afrodisiaci. Si utilizzano per aromatizzare le carni, per preparare dei particolari tipi di pane, per preparare un liquore cretese chiamato tsikoudia; in Turchia vengono tostati per preparare una bevanda simile al caffè, mentre l'olio essenziale è impiegato nella fabbricazione di saponi e di prodotti di bellezza.
Le galle, indotte su questa pianta dagli afidi Pemphigus cornicularius e P. semilunarius, sono fonte di tannini e venivano utilizzate per conciare le pelli.
Anticamente le galle venivano usate in Spagna per produrre un vino astringente utilizzato per "fortificare le gengive". Recentemente è stato estratto da queste galle un triterpene ad azione antinfiammatoria.
Sia gli Egizi che i Greci conoscevano una resina ottenuta dalla corteccia del terebinto detta Trementina di Chio. Dalla fine di luglio fin verso la fine di settembre, nell'isola greca di Chio venivano praticati tagli nei tronchi dei vecchi terebinti per raccogliere questa resina, considerata fino al 1770 un buon balsamo naturale. È sempre stata una delle resine più rare e pertanto molto ricercata soprattutto contro la calcolosi.